# Kloster (Insel Hiddensee)

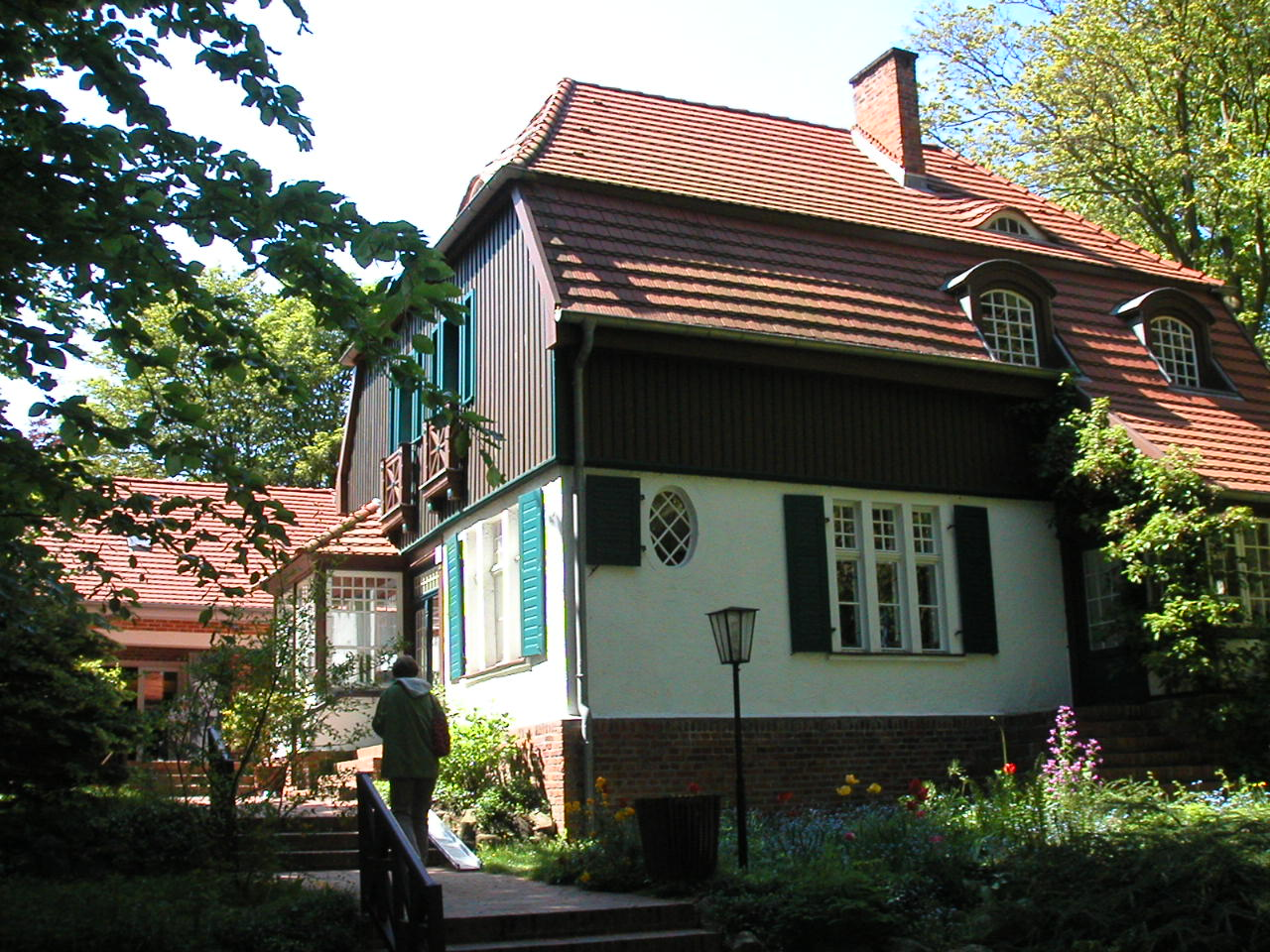
"Haus Seedorn" – dom Gerharta Hauptmanna, obecnie muzeum

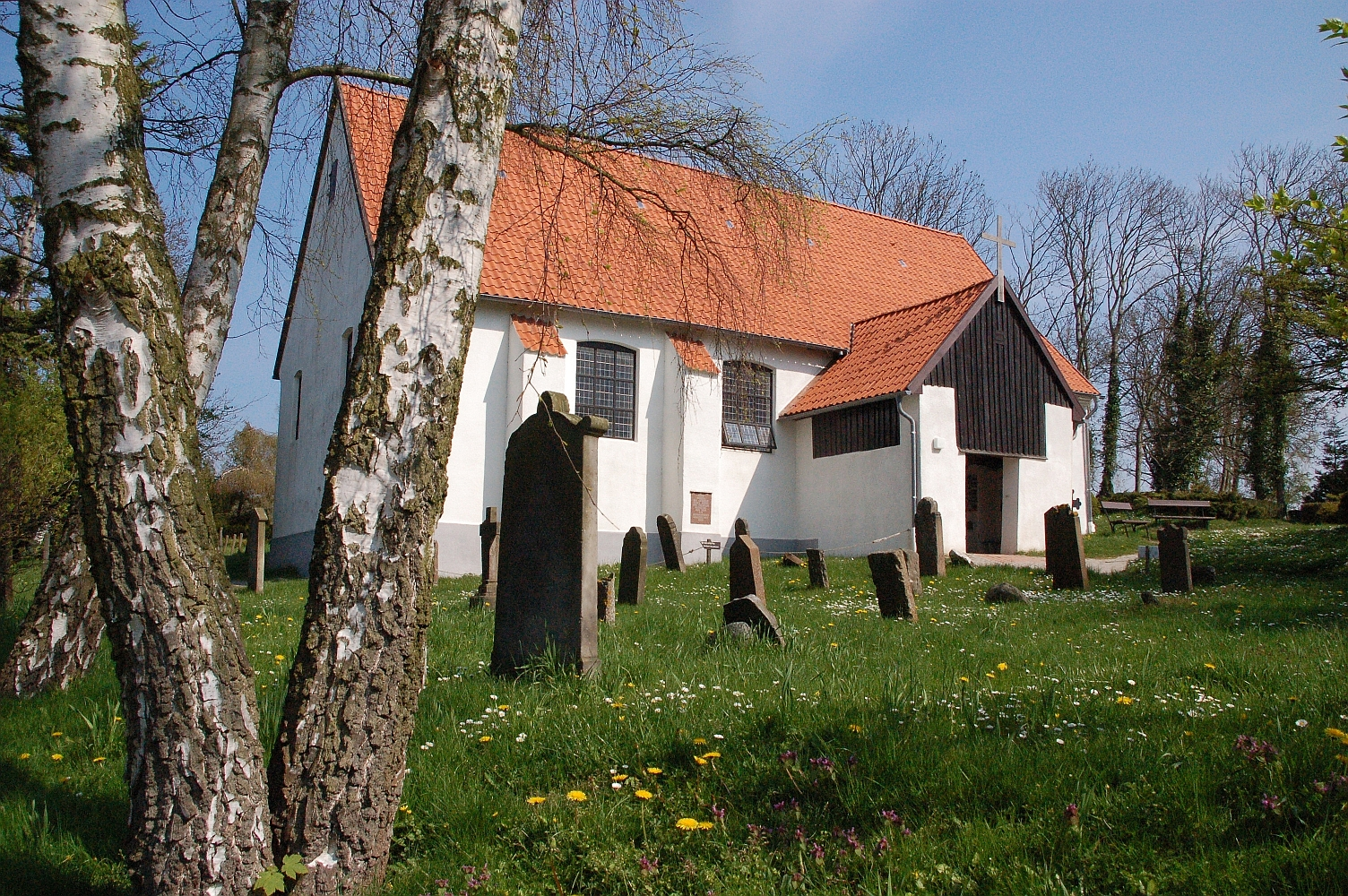
Kościół Inselkirche Hiddensee z cmentarzem

Kloster – dzielnica gminy Insel Hiddensee w Niemczech (urząd West-Rügen, powiat Vorpommern-Rügen, Meklemburgia-Pomorze Przednie) położona w północnej części wyspy Hiddensee. 
We wsi w l. 1296-1536 istniał cysterski klasztor Hiddensee54°35′09″N 13°06′35″E/54,585833 13,109722, od którego wieś nosi swą nazwę – w języku niemieckim Kloster oznacza klasztor. Ufundowany przez księcia rugijskiego Wisława II początkowo funkcjonował jako klasztor św. Mikołaja (niem. Kloster St. Nikolaus) i był filią klasztoru Neuenkamp z Franzburga (1231) – filii pierwszego na ziemiach niemieckich opactwa cysterskiego Altenkamp (1123).

Sekularyzowany wskutek decyzji sejmu trzebiatowskiego o wprowadzeniu reformacji na Pomorzu. Pozostałości zabudowań zostały zniszczone podczas działań wojny trzydziestoletniej. Jedynym zachowanym budynkiem jest kościół Inselkirche Hiddensee z r. 1332 stojący w północnej części dawnego opactwa54°35′13,88″N 13°06′32,40″E/54,587189 13,109000. 
W roku 1912 Gerhart Hauptmann po otrzymaniu nagrody Nobla w dziedzinie literatury podążając za ówczesną modą na Rugię nabył we wsi jeden z domów, w którym obecnie mieści się muzeum jego imienia. Zgodnie ze swoją ostatnią wolą pisarz został pochowany w 1946 roku na tutejszym wiejskim przykościelnym cmentarzu choć ostatnie lata życia spędził w rejonie Karkonoszy (zmarł w Jagniątkowie, obecnie dzielnicy Jeleniej Góry). 
We wschodniej części wsi znajduje się mały port pasażerski obsługujący lokalny ruch turystyczny do Schaprode i Stralsundu a po zachodniej stronie wyspy ciągnie się 8-kilometrowa plaża.